# Mjölby község
Mjölby község (svédül: Mjölby kommun) Svédország 290 községének egyike. Östergötland megyében található, székhelye Mjölby.
A mai község 1971-ben jött létre.

## Települések
A község települései:
| Település  | Népesség | Megjegyzés         |
| ---------- | -------- | ------------------ |
| Hogstad    | 254      |                    |
| Mantorp    | 3326     |                    |
| Mjölby     | 11927    | a község székhelye |
| Skänninge  | 3242     |                    |
| Spångsholm | 411      |                    |
| Sya        | 287      |                    |
| Väderstad  | 595      |                    |

### Külső hivatkozások
- Hivatalos honlap (svéd, angol)